# زادوژدونگا
زادوژدونگا (لهستانی: Zagożdżonka) یک رود در کشور لهستان است.